# Wiluj
Wiluj (ros. Вилюй) – rzeka w Rosji; w Jakucji i Kraju Krasnojarskim; lewy (i zarazem najdłuższy) dopływ Leny. Długość 2650 km; powierzchnia dorzecza 454 tys. km²; średni roczny przepływ u ujścia 1480 m³/s.
Źródła na Płaskowyżu Wilujskim (część Wyżyny Środkowosyberyjskiej) w okolicach miejscowości Ekonda; płynie w kierunku wschodnim. W górnym biegu płynie wąskim korytem o kamienistym dnie; w środkowym biegu przepływa przez Wilujski Zbiornik Wodny i zaporę Wilujskiej Elektrowni Wodnej; w dolnym biegu płynie po Nizinie Środkowojakuckiej, miejscami szeroko się rozlewając. W dorzeczu złoża diamentów (Mirny), węgla kamiennego, gazu ziemnego, soli kamiennej.
Główne dopływy: Czona (prawy); Ygyatta, Zagadka Marcha, Kosmos Tiukian, Lazerny, Tiung (lewe).
Większe miasta położone nad rzeką: Wilujsk, Niurba.
Zamarza od października do maja; żeglowna na odcinku 1317 km (od ujścia rzeki Oczczuguj-Botuobuja); obfituje w ryby (jesiotr, nelma, czyr, tajmień).